# Володимир (князь Пінський)
Володимир Володимирович (? — піс. 1229) — князь Пінський, з династії Ізяславичів Турівських.

## Життєпис
За однією версією був старшим сином Турівсько-Дубровицького князя Гліба Юрійовича. За версією проф. Л. Войтовича, Володимир був сином князя Турівського Володимира Святополковича.
1208 року, під час взяття Белзським князем Олександром Всеволодовичем міста Володимира, був захоплений в полон.
1219 під час походу на Володимир угорців під керівництвом Судислава, знову був захоплений в полон (так само як і четверо інших князів), але відкупився золотом.
1229 року, був залишений співправителями Руської держави Данилом і Васильком Романовичами оберігати Берестейське князівство та навколишні землі від набігів ятвягів. За іншими данними це був його батько Володимир Святополкович.

Таким чином, князь Володимир був намісником Берестейського удільного князівства та обороняв місто від ятвягів і литовців. Після того як великі князі Данило і Василько Романовичі вигнали поляків із Побужжя та повернули Дорогичин і Мельник до своїх володінь, князь Василько Романович снову став, з поміж іншого, і князем Берестейським.

## Родина
Дружина — невідома.
Сини:
- Федір Володимирович (? — піс. 1292) — князь Пінський
- Демид Володимирович (? — піс. 1292) — князь Пінський
- Юрій Володимирович (? — бл. 1290) — князь Пінський.